# Superstition (album)
Superstition je desáté a předposlední studiové album anglické skupiny Siouxsie and the Banshees. Vydáno bylo v červnu roku 1991 společností Polydor Records (v USA jej vydalo vydavatelství Geffen Records). Producentem desky byl Stephen Hague. Kromě členů kapely na desce hrál perkusionista Talvin Singh. Roku 2014 byla deska vydána v remasterované reedici se třemi bonusovými písněmi.

## Seznam skladeb
| Pořadí | Název                 | Délka |
| ------ | --------------------- | ----- |
| 1.     | Kiss Them for Me      | 4:37  |
| 2.     | Fear (of the Unknown) | 4:10  |
| 3.     | Cry                   | 3:33  |
| 4.     | Drifter               | 4:43  |
| 5.     | Little Sister         | 3:21  |
| 6.     | Shadowtime            | 4:28  |
| 7.     | Silly Thing           | 4:41  |
| 8.     | Got to Get Up         | 3:17  |
| 9.     | Silver Waterfalls     | 4:24  |
| 10.    | Softly                | 6:00  |
| 11.    | The Ghost in You      | 5:01  |

## Obsazení
- Siouxsie Sioux – zpěv
- Steven Severin – baskytara, klávesy
- Budgie – perkuse, bicí, klávesy
- Jon Klein – kytara
- Martin McCarrick – dulcimer, violoncello, klávesy
- Talvin Singh – perkuse, tabla, tavil